# Gary Crossman
Pour les articles homonymes, voir Crossman.
Gary Crossman, né le 10 mars 1955, à Sussex, au Nouveau-Brunswick, est un homme politique canadien.
Membre du Parti progressiste-conservateur du Nouveau-Brunswick, il est élu à l'Assemblée législative dans la circonscription de Hampton lors de l'élection provinciale de 2014. Il conserve son siège aux élections de 2018 et de 2020.
Nommé ministre de l’Environnement et du Changement climatique ainsi que ministre responsable de la Société de développement régional dans le gouvernement de Blaine Higgs en 2020, il démissionne du cabinet et quitte ses fonctions de député en avril 2024, déclarant que ses convictions personnelles et politiques ne correspondent plus, à bien des égards, à l'orientation de [son] parti et de [son] gouvernement.
Aux élections provinciales de 2024, il appuie le candidat du Parti libéral, John Herron, dans la nouvelle circonscription de Hampton-Fundy-St. Martins, plutôt que la candidate progressiste-conservatrice controversée de la droite chrétienne évangéliste, Faytene Grasseschi.
Avant devenir député, Gary Crossman a été conseiller municipal et maire adjont de la ville de Hampton.

## Biographie
Gary Crossman obtient un baccalauréat en éducation (éducation physique) avec majeure en biologie et orientation en 1977 et, en 1995, une maîtrise en éducation en administration à l'Université du Nouveau-Brunswick, à Fredericton.
Avant d'entamer sa carrière politique, il passe 32 ans dans l'enseignement, occupant des postes d'enseignant, de coordonnateur de district en matière de santé et d'éducation physique ainsi que de directeur d'école. Il prend sa retraite du système éducatif en 2010.